# 田中沙季
田中 沙季（たなか さき、1988年9月1日 - ）は岐阜県出身の女子バスケットボール選手である。富士通レッドウェーブ所属。ポジションはフォワード。同じく富士通所属の田中優里は双子の姉。

## 人物
岐阜女子高校ではウィンターカップ準優勝を経験。
2007年に富士通に入社。ルーキーシーズンは6試合18分出場にとどまった。同年、U-19世界選手権に日本代表として出場を果たす。2010年退団。
退団後は岐阜県の国体チームに2年所属し、その後はクラブチームでプレーする。

## 経歴
- 岐阜女子高校 - 富士通（2007年〜2010年）